# Another Gay Sequel: Gays Gone Wild!
Another Gay Sequel: Gays Gone Wild! es una película de comedia romántica de 2008 dirigida por Todd Stephens. Es la secuela de la película de 2006 Another Gay Movie y presenta a cinco miembros del elenco de la primera película: Jonah Blechman (Nico Hunter), Ashlie Atkinson (Dawn Muffler), Scott Thompson (Mr. Wilson), Stephanie McVay (Mrs. Hunter) y Andersen Gabrych. Se estrenó en siete cines y duró 10 semanas antes de su lanzamiento en DVD. Tuvo una recepción negativa, en contraste con la primera película, que desarrolló un pequeño seguimiento de culto.
Nancy Sinatra, que cantó la canción "Another Gay Sunshine Day" para la primera película, recibe un "agradecimiento especial". El cantante RuPaul anunció en su sitio web que él y Lady Bunny habían grabado una canción para la banda sonora que se lanzaría como sencillo, pero los productores de la película finalmente descartaron esa canción. En su lugar, usaron una canción en solitario de Lady Bunny. Esa canción no fue lanzada como sencillo, y fue reemplazada por la canción "The Clap" de Perez Hilton. El dúo de RuPaul y Lady Bunny se lanzó más tarde como pista adicional en el álbum Champion de RuPaul.

## Argumento
Dorky Andy (Jake Mosser), el extravagante Nico (Jonah Blechman), el deportista Jarod (Jimmy Clabots) y el nerd Griff (Aaron Michael Davies) se reúnen en Fort Lauderdale para las vacaciones de primavera. La trama gira en torno a un concurso, "¡Gays Gone Wild!", para ver quién puede tener relaciones sexuales con la mayor cantidad de hombres durante las vacaciones de primavera. El ganador será coronado como "Miss Gay Gone Wild".
Si bien Andy parece no tener problemas para que los hombres tengan sexo con él, Nico no ha atraído a los hombres en absoluto. Tiene una secuencia de fantasía frecuente que involucra a un tritón (Brent Corrigan). Sin embargo, Andy tiene problemas cuando se enamora de Luis (Euriamis Losada), un virgen encantador y apuesto. Jarod y Griff también están teniendo problemas, ya que se han convertido en pareja y están en conflicto sobre si participar o no en el concurso. Mientras tanto, un trío llamado Jasper (Will Wikle, Brand Lim e Isaac Webster) parece estar ansioso por ganar el concurso a cualquier precio.
En una trama secundaria, los chicos conocen a Perez Hilton en un avión. Hilton persigue a un joven sacerdote al baño; se golpea la cabeza y se convierte en un fanático religioso que intenta reprimir las actividades homosexuales. Más tarde es golpeado en la cabeza nuevamente y vuelve a cambiar.

## Reparto
- Jonah Blechman como Nico Hunter
- Jake Mosser como Andy Wilson
- Aaron Michael Davies como Orson Griffin "Griff"
- Jimmy Clabots como Jarod
- Euriamis Losada como Luis
- Pérez Hilton como él mismo
- RuPaul como Tyrell Tyrelle
- Scott Thompson como el Sr.Wilson
- Lady Bunny como Sandi Cove
- Will Wikle como Jasper
- Brandon Lim como Jasper Chan
- Isaac Webster como Jasper Pledge / Griff falso
- Brent Corrigan como Stan el Tritón
- Lypsinka como la señora Wilson
- Amanda Lepore como Debbie Gottakunt
- Willam Belli como Nancy Needatwat

## Producción
La mayor parte del rodaje tuvo lugar en Fort Lauderdale, con algunas escenas finales realizadas en Los Ángeles. El rodaje terminó en diciembre de 2007. La película se estrenó en el Festival de Cine Frameline en San Francisco el 28 de junio de 2008.
La apertura de la película parodió El Mago de Oz. Los personajes interpretados por Michael Carbonato (Andy), Jonathan Chase (Jarod) y Mitch Morris (Griff) en la primera película fueron asesinados, en una explicación parcial de la ausencia de los actores en la secuela. Stephanie McVay (quien interpretó a la Sra. Hunter) dijo más tarde que "hacer dos películas gay seguidas hará que la gente piense que en realidad eres gay", una alusión a lo que pudieron haber dicho los agentes de los actores.

## Recepción crítica
La película recibió un 20% en el medidor de Rotten Tomatoes.